# Bik Van der Pol
Bik Van der Pol is een Nederlands kunstenaarsduo bestaande uit Liesbeth Bik (1959) en Jos van der Pol (1961). Ze wonen en werken in Rotterdam, en richten zich op conceptuele kunst en installatiekunst. Zij zien hierbij kunst als "instrument voor verkenning en reflectie op sociale en politieke veranderingen in een constant veranderend landschap."

## Ontwikkeling
Eind jaren 1980 waren Liesbeth Bik en Jos van der Pol medeoprichters van kunstenaarsinitiatief Duende in Rotterdam, waar ze allebei aan het werk gingen. In 1995 besloten beide hun krachten te bundelen, en werken sindsdien als kunstenaarsduo. 
In 1999 verbleven ze langere tijd als Nomads & Residents in New York. Met andere kunstenaars en architecten startte ze in 2003 de School of Missing Studies, die werd ondergebracht in het Sandberg Instituut in Amsterdam.
Ze traden verder op als adviseurs bij de Jan van Eyck Academie en De Appel arts centre, en gaven gastcolleges aan het MIT in 2016.
Het werk van Bik Van der Pol was te zien in diverse Biënnales, in musea en andere instituten. In 2014 werden ze onderscheiden met de Hendrik Chabot Prijs.

## Exposities, een selectie
- 2007. Biënnale van Istanbul[1]
- 2011. Too late, too little, (and how) to fail gracefully, Kunstfort Asperen[4]
- 2013. Biënnale van Mercosul[1]
- 2014. Biënnale van Sao Paulo[1]
- 2015. Biënnale van Jakarta[1]
- 2015. The Powerplant, Toronto[1]
- 2016. Were It As If, Witte de With Rotterdam.[5]
- 2016. Biënnale van Gwangju[1]
- 2016. Biënnale van en Seoul[1]

## Publicaties, een selectie
- Liesbeth Bik, Jos van der Pol, Henry Moore Institute (Leeds, England). Catching some air: library drawings by Bik Van der Pol. 2002.
- Liesbeth Bik, Jos van der Pol, John Kirkpatrick. Bik Van Der Pol: With Love from the Kitchen. 2005.
- Bik Van der Pol (Rotterdam), Elements of Composition: (as Above, So Below). 2011.
- Bik van der Pol, Defne Ayas, Bik Van der Pol: Were It as If: Beyond an Institution That Is. 2018.